# František Koktán
František Koktán (23. nebo 25. prosince 1901 Nová Cerekev – 30. června 1975 Benešov) byl český a československý odborář, politik Československé strany socialistické a poúnorový poslanec Národního shromáždění ČSR.

## Biografie
Po únorovém převratu v roce 1948 patřil k frakci tehdejší národně socialistické strany loajální vůči Komunistické straně Československa, která v národně socialistické straně převzala moc a proměnila ji na Československou socialistickou stranu coby spojence komunistického režimu. Angažoval se v Akčním výboru Národní fronty Ústřední rady odborů. V roce 1948 se uvádí jako redaktor, člen představenstva ÚRO a jednatel předsednictva ČSS, bytem Praha.
Ve volbách roku 1948 byl zvolen do Národního shromáždění za ČSS ve volebním kraji Praha-venkov. V parlamentu setrval do konce funkčního období, tedy do voleb v roce 1954.